# Liste der Biografien/Balg
Liste der Biografien |
Portal Biografien |
Personensuche
# |
A |
B |
C |
D |
E |
F |
G |
H |
I |
J |
K |
L |
M |
N |
O |
P |
Q |
R |
S |
T |
U |
V |
W |
X |
Y |
Z |
?
 
Ba |
Be |
Bd |
Bg |
Bh |
Bi |
Bj |
Bl |
Bm |
Bn |
Bo |
Br |
Bs |
Bu |
Bw |
By |
Bz
 
Baa |
Bab |
Bac |
Bad |
Bae |
Baf |
Bag |
Bah |
Bai |
Baj |
Bak |
Bal |
Bam |
Ban |
Bao |
Bap |
Baq |
Bar |
Bas |
Bat |
Bau |
Bav |
Baw |
Bax–Baz
 
Bala |
Balb |
Balc |
Bald |
Bale |
Balf |
Balg |
Balh |
Bali |
Balj |
Balk |
Ball |
Balm |
Baln |
Balo |
Balp |
Balq |
Bals |
Balt |
Balu |
Balv |
Balw |
Baly |
Balz
Die Liste der Biografien führt alle Personen auf, die in der deutschsprachigen Wikipedia einen Artikel haben. Dieses ist eine Teilliste mit 9 Einträgen von Personen, deren Namen mit den Buchstaben „Balg“ beginnt.

## Balg
- Balg, Erich (1904–1977), deutscher Fotograf
- Balg, Martin (1864–1919), deutscher (Hof-)Fotograf

### Balga
- Balga, Alex (* 1974), österreichischer Regisseur
- Balgaranow, Bojan (1896–1972), bulgarischer Politiker
- Balgarijata, Krastju (1874–1913), bulgarischer Freiheitskämpfer

### Balgh
- Balghymbajew, Nurlan (1947–2015), kasachischer Politiker, Premierminister von Kasachstan

### Balgo
- Balgo, Rolf (* 1958), deutscher Motopäde und systemischer Pädagoge
- Balgobin, Darsanand, mauritischer Politiker

### Balgr
- Bălgrădean, Cristian (* 1988), rumänischer Fußballspieler